# Seleção Letã de Futebol Feminino
A Seleção Letoniana de Futebol Feminino representa a Letônia no futebol feminino internacional. 
A selecção feminina de futebol fez sua estreia internacional na qualificação para oEuro [UEFA Feminina de 1995, mas depois retirou todas as qualificações, até Euro o UEFA Feminina de qualificação 2009 . A Letónia, em jogos de qualificação internacional é pobre. Em seus jogos competitivos, Letónia perdeu seus dois primeiros jogos, contra as selecções femininas de Israel e Bósnia- Herzegovina  por três golos, antes de perder por um golo de antes perder com a selecção feminina da Arménia . Em Mini-torneios de qualificação depois do desastre não se mostrou melhor para a Letónia. Acabamento passado, em Dezembro de 2008, a Letónia perdeu 0-3 contra a Croácia  e 0-5 para a selecção feminina da Turquia. 